# Lindsaea sectorifolia
Lindsaea sectorifolia là một loài dương xỉ trong họ Lindsaeaceae. Loài này được Goldm. mô tả khoa học đầu tiên năm 1843.
Danh pháp khoa học của loài này chưa được làm sáng tỏ. 